# Lorient
Lorient (in bretone: An Oriant) è un comune francese di 58 202 abitanti (al 1º gennaio 2022) situato nel dipartimento del Morbihan nella regione della Bretagna.

## Storia
La città, porto militare oltre che di pesca (si affaccia sulla riva nordoccidentale dell'estuario formato dalla confluenza del fiume Scorff nel Blavet), fu quasi interamente distrutta nel corso della seconda guerra mondiale. Fra l'altro fu un obiettivo per l'ultima missione, la venticinquesima, della famosa "Fortezza volante" B-17 "Memphis Belle" dell'USAAF. Negli anni cinquanta fu ricostruita con criteri moderni (vie larghe e ampi spazi verdi).

Il porto turistico e la base sommergibili di Lorient

## Cultura

### Musei
A Lorient si trova un museo interattivo del sottomarino, dove è esposto al pubblico il battello S645 Flore della classe Daphné, con una lunghezza di 57,85 m e un peso di oltre 800 tonnellate. Questo sottomarino era in servizio attivo tra il 1964 e il 1989 nella Marine nationale, la marina nazionale francese.

### Musica e spettacolo
A Lorient si svolge annualmente uno dei più importanti festival internazionali di cultura celtica.

## Società

### Evoluzione demografica
Abitanti censiti

## Amministrazione

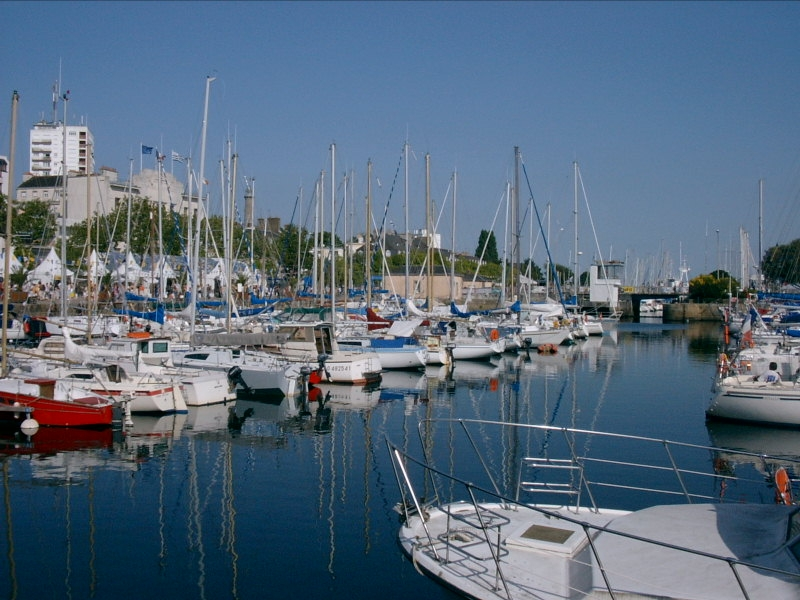
Il porto turistico di Lorient

### Cantoni
Fino alla riforma del 2014, il territorio comunale della città di Lorient era suddiviso in tre cantoni:
- Cantone di Lorient-Centre
- Cantone di Lorient-Nord
- Cantone di Lorient-Sud

A seguito della riforma approvata con decreto del 21 febbraio 2014, che ha avuto attuazione dopo le elezioni dipartimentali del 2015, il territorio comunale della città di Lorient è stato suddiviso in due cantoni:
- Cantone di Lorient-1: comprende parte della città di Lorient
- Cantone di Lorient-2: comprende parte della città di Lorient e il comune di Groix.

### Gemellaggi
- Galway
- Vigo
- Wirral
- Ludwigshafen am Rhein
- Ventspils
- České Budějovice